# Miglos
Miglos est une commune française située dans le centre du département de l'Ariège, en région Occitanie. Sur le plan historique et culturel, la commune fait partie du pays de Vicdessos, formé par la vallée du Vicdessos et de ses affluents.
Exposée à un climat de montagne, elle est drainée par divers petits cours d'eau. Incluse dans le parc naturel régional des Pyrénées ariégeoises, la commune possède un patrimoine naturel remarquable composé de six zones naturelles d'intérêt écologique, faunistique et floristique.
Miglos est une commune rurale qui compte 132 habitants en 2022, après avoir connu un pic de population de 1 504 habitants en 1841. Ses habitants sont appelés les Miglosiens ou Miglosiennes.
Ses habitants sont les Miglosiennes et les Miglosiens.
Le patrimoine architectural de la commune comprend deux  immeubles protégés au titre des monuments historiques : le château, classé en 1987, et l'église Saint-Hilaire d'Arquizat, inscrite en 1973.

## Géographie

### Localisation
La commune de Miglos se trouve dans le département de l'Ariège, en région Occitanie.
Elle se situe à 19 km à vol d'oiseau de Foix, préfecture du département, et à 6 km de Tarascon-sur-Ariège, bureau centralisateur du canton du Sabarthès dont dépend la commune depuis 2015 pour les élections départementales.
La commune fait en outre partie du bassin de vie de Tarascon-sur-Ariège.
Les communes les plus proches sont : 
Capoulet-et-Junac (1,2 km), Lapège (2,4 km), Niaux (2,5 km), Larnat (2,8 km), Alliat (3,0 km), Gestiès (3,6 km), Ornolac-Ussat-les-Bains (4,1 km), Bouan (4,1 km).
Sur le plan historique et culturel, Miglos fait partie du pays de Vicdessos, formé par la vallée du Vicdessos et de ses affluents.
| Capoulet-et-Junac           | Niaux                      | Larnat                     |
| Siguer (par un quadripoint) | Miglos                     | Bouan (par un quadripoint) |
| Gestiès                     | Aston (par un quadripoint) | Larcat                     |

### Géologie et relief
La commune est située dans les Pyrénées, une chaîne montagneuse jeune, érigée durant l'ère tertiaire (il y a 40 millions d'années environ), en même temps que les Alpes. Elle est traversée par la Faille nord-pyrénéenne, qui sépare la Zone axiale pyrénéenne (ZA) ou haute chaîne primaire de la Zone nord-pyrénéenne (ZNP), au nord. Les terrains affleurants sur le territoire communal sont constitués de roches pour partie sédimentaires et pour partie métamorphiques datant pour certaines du Mésozoïque, anciennement appelé Ère secondaire, qui s'étend de −252,2 à −66,0 Ma, et pour d'autres du Paléozoïque, une ère géologique qui s'étend de −541 à −252,2 Ma. La structure détaillée des couches affleurantes est décrite dans la feuille « n°1087 - Vicdessos » de la carte géologique harmonisée au 1/50 000ème du département de l'Ariège, et sa notice associée.
La superficie cadastrale de la commune publiée par l’Insee, qui sert de références dans toutes les statistiques, est de 18,76 km2,. La superficie géographique, issue de la BD Topo, composante du Référentiel à grande échelle produit par l'IGN, est quant à elle de 18,78 km2. Son relief est particulièrement escarpé puisque la dénivelée maximale atteint 1 303 mètres. L'altitude du territoire varie entre 600 m et 1 903 m.

### Hydrographie

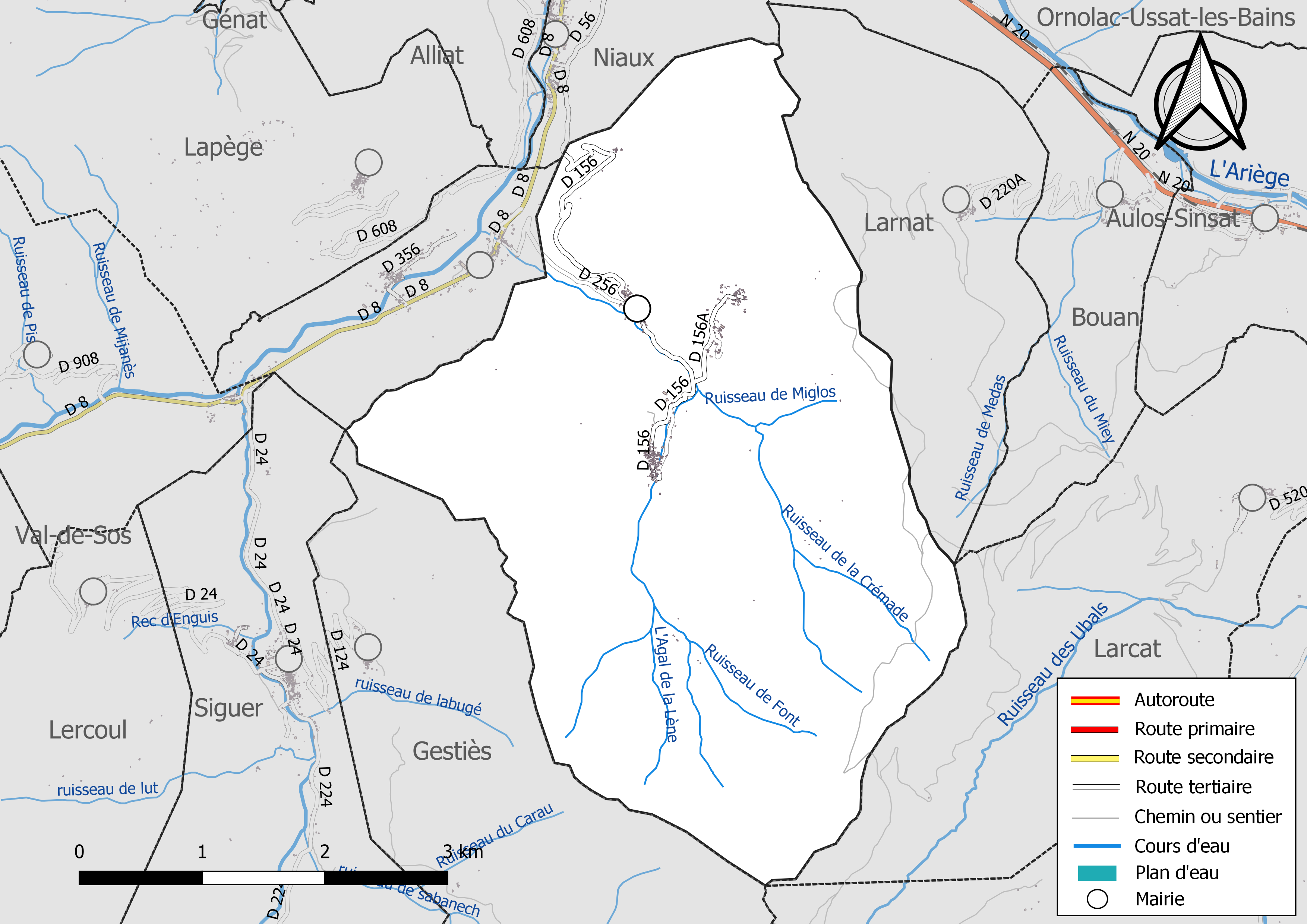
Réseaux hydrographique et routier de Miglos.

La commune est dans le bassin versant de la Garonne, au sein du bassin hydrographique Adour-Garonne. Elle est drainée par L'Agal de la Lène, le ruisseau de Font, le ruisseau de la Crémade, le ruisseau de Miglos et par divers petits cours d'eau, constituant un réseau hydrographique de 15 km de longueur totale,.

### Climat
Pour des articles plus généraux, voir Climat de l'Occitanie et Climat de l'Ariège.
En 2010, le climat de la commune est de type climat des marges montargnardes, selon une étude s'appuyant sur une série de données couvrant la période 1971-2000. En 2020, Météo-France publie une typologie des climats de la France métropolitaine dans laquelle la commune est exposée à un climat de montagne et est dans la région climatique Pyrénées centrales, caractérisée par une pluviométrie annuelle de 1 000 à 1 200 mm.
Pour la période 1971-2000, la température annuelle moyenne est de 10,2 °C, avec une amplitude thermique annuelle de 14,9 °C. Le cumul annuel moyen de précipitations est de 1 095 mm, avec 9,8 jours de précipitations en janvier et 7,2 jours en juillet. Pour la période 1991-2020, la température moyenne annuelle observée sur la station météorologique la plus proche, située sur la commune d'Aston à 6 km à vol d'oiseau, est de 5,9 °C et le cumul annuel moyen de précipitations est de 1 103,9 mm,. Pour l'avenir, les paramètres climatiques de la commune estimés pour 2050 selon différents scénarios d'émission de gaz à effet de serre sont consultables sur un site dédié publié par Météo-France en novembre 2022.

### Milieux naturels et biodiversité

#### Espaces protégés
La protection réglementaire est le mode d’intervention le plus fort pour préserver des espaces naturels remarquables et leur biodiversité associée,.
La commune fait partie du parc naturel régional des Pyrénées ariégeoises, créé en 2009 et d'une superficie de 245 973 ha, qui s'étend sur 138 communes du département. Ce territoire unit les plus hauts sommets aux frontières de l’Andorre et de l’Espagne (la Pique d'Estats, le mont Valier, etc) et les plus hautes vallées des avants-monts, jusqu’aux plissements du Plantaurel.

#### Zones naturelles d'intérêt écologique, faunistique et floristique
L’inventaire des zones naturelles d'intérêt écologique, faunistique et floristique (ZNIEFF) a pour objectif de réaliser une couverture des zones les plus intéressantes sur le plan écologique, essentiellement dans la perspective d’améliorer la connaissance du patrimoine naturel national et de fournir aux différents décideurs un outil d’aide à la prise en compte de l’environnement dans l’aménagement du territoire.
Trois ZNIEFF de type 1 sont recensées sur la commune :
- la « moyenne vallée de Vicdessos, pic de Tristagne » (15 071 ha), couvrant 13 communes du département[26] ;
- les « parois calcaires et quiès du bassin de Tarascon » (8 161 ha), couvrant 58 communes du département[27],
- la « vallée de l'Aston » (16 077 ha), couvrant 13 communes du département[28] ;

et trois ZNIEFF de type 2, : 
- le « massif de l'Aston et haute vallée de l'Ariège » (0 ha), couvrant 24 communes dont 22 dans l'Ariège et 2 dans les Pyrénées-Orientales[29] ;
- « Montcalm et Vicdessos » (25 129 ha), couvrant 14 communes du département[30] ;
- les « parois calcaires et quiès de la haute vallée de l'Ariège » (9 891 ha), couvrant 40 communes du département[31].

Carte des ZNIEFF de type 1 et 2 à Miglos.
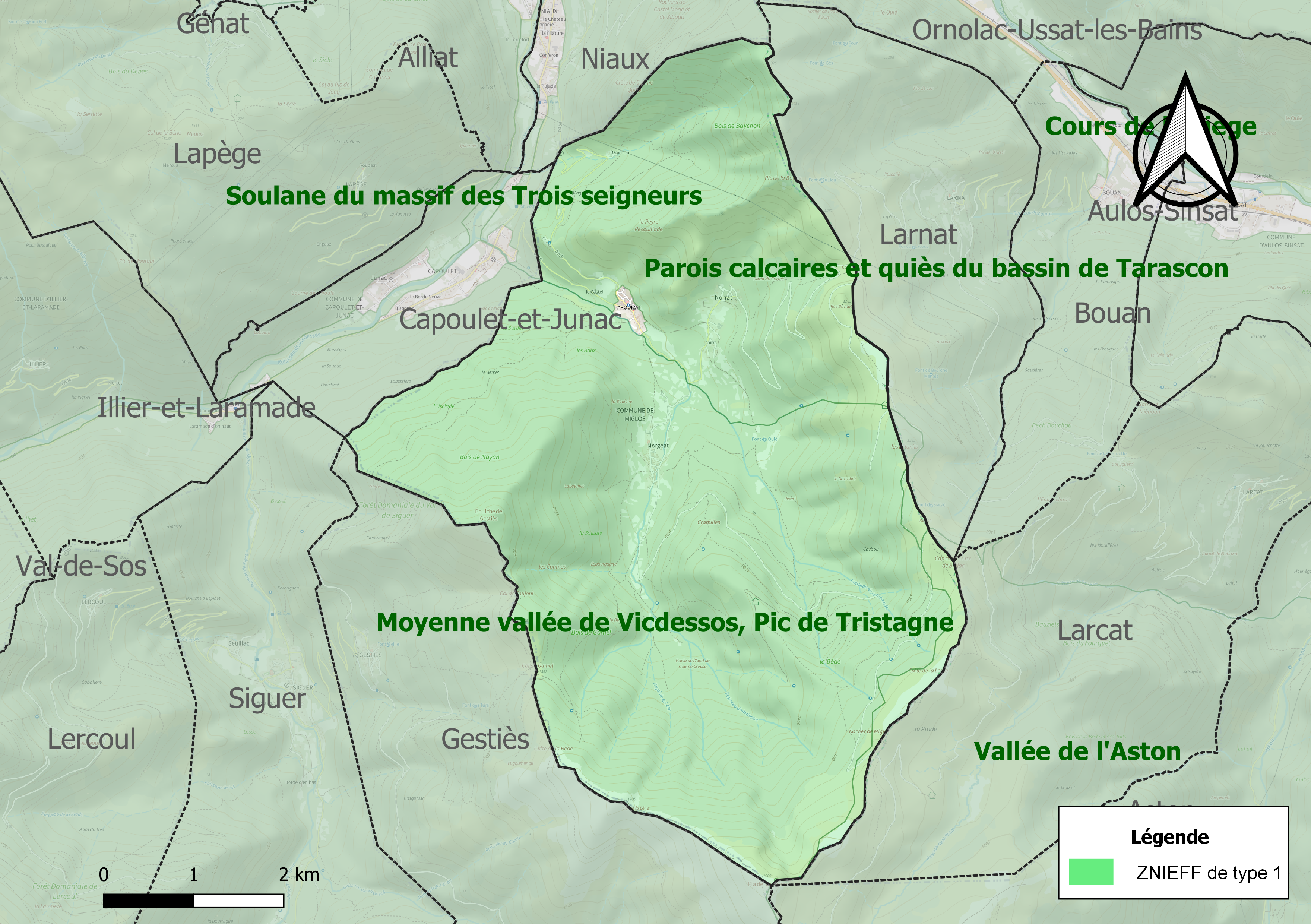
Carte des ZNIEFF de type 1 sur la commune.
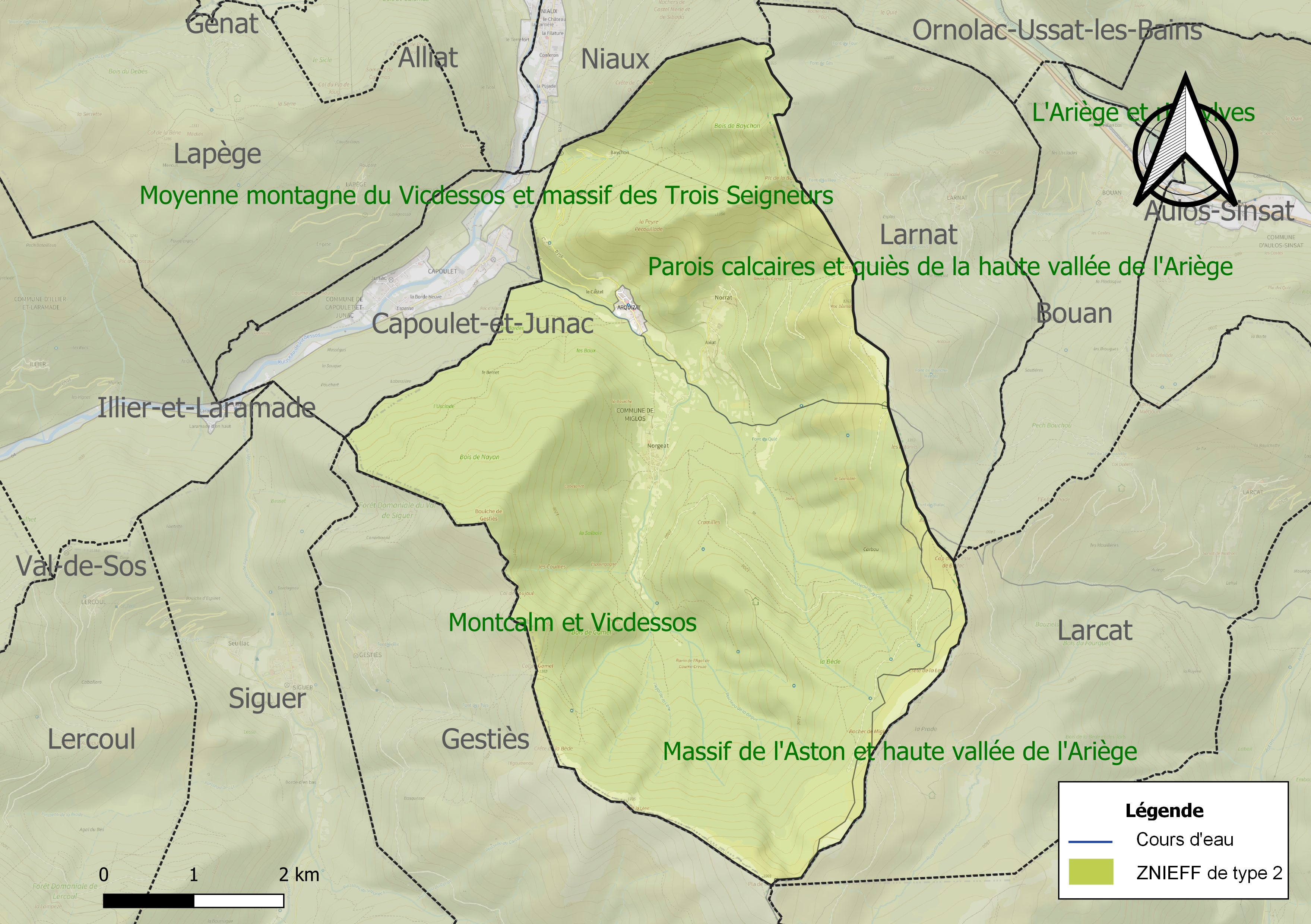
Carte des ZNIEFF de type 2 sur la commune.

## Urbanisme

### Typologie
Au 1er janvier 2024, Miglos est catégorisée commune rurale à habitat dispersé, selon la nouvelle grille communale de densité à 7 niveaux définie par l'Insee en 2022.
Elle est située hors unité urbaine et hors attraction des villes,.

### Occupation des sols
L'occupation des sols de la commune, telle qu'elle ressort de la base de données européenne d’occupation biophysique des sols Corine Land Cover (CLC), est marquée par l'importance des forêts et milieux semi-naturels (93,9 % en 2018), une proportion identique à celle de 1990 (93,9 %). La répartition détaillée en 2018 est la suivante : 
forêts (73,5 %), milieux à végétation arbustive et/ou herbacée (16 %), zones agricoles hétérogènes (6,1 %), espaces ouverts, sans ou avec peu de végétation (4,5 %). L'évolution de l’occupation des sols de la commune et de ses infrastructures peut être observée sur les différentes représentations cartographiques du territoire : la carte de Cassini (XVIIIe siècle), la carte d'état-major (1820-1866) et les cartes ou photos aériennes de l'IGN pour la période actuelle (1950 à aujourd'hui).

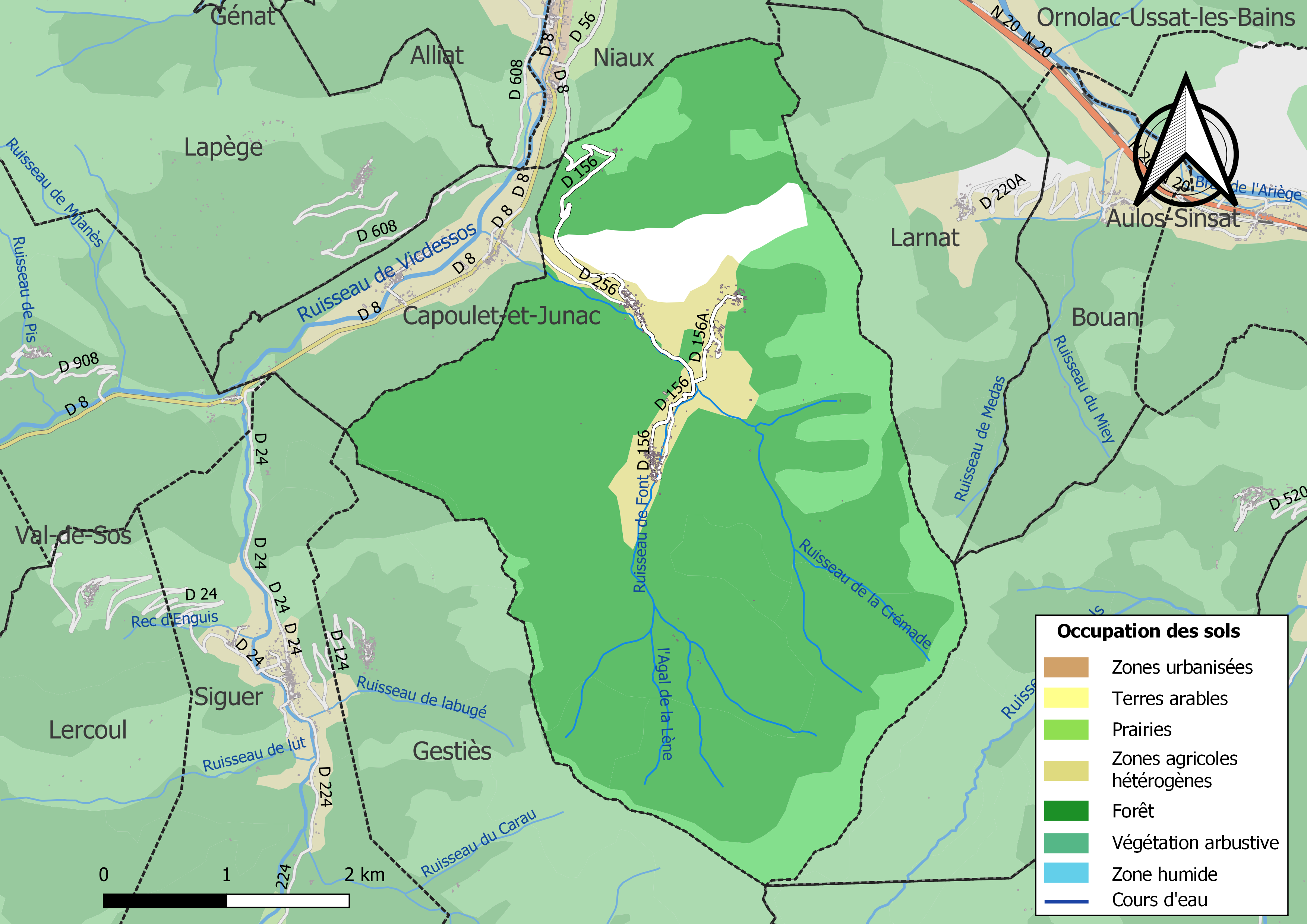
Carte des infrastructures et de l'occupation des sols de la commune en 2018 (CLC).

### Hameaux et lieux-dits
La commune regroupe les villages d'Arquizat, Norgeat, Baychon, Norrat et Axiat.

### Habitat et logement
En 2018, le nombre total de logements dans la commune était de 203, alors qu'il était de 207 en 2013 et de 195 en 2008.
Parmi ces logements, 30,5 % étaient des résidences principales, 61,1 % des résidences secondaires et 8,4 % des logements vacants. Ces logements étaient pour 90,7 % d'entre eux des maisons individuelles et pour 7,8 % des appartements.
Le tableau ci-dessous présente la typologie des logements à Miglos en 2018 en comparaison avec celle de l'Ariège et de la France entière. Une caractéristique marquante du parc de logements est ainsi une proportion de résidences secondaires et logements occasionnels (61,1 %) supérieure à celle du département (24,6 %) et à celle de la France entière (9,7 %). Concernant le statut d'occupation de ces logements, 68,3 % des habitants de la commune sont propriétaires de leur logement (79,7 % en 2013), contre 66,3 % pour l'Ariège et 57,5 % pour la France entière.
| Typologie                                               | Miglos | Ariège | France entière |
| ------------------------------------------------------- | ------ | ------ | -------------- |
| Résidences principales (en %)                           | 30,5   | 65,7   | 82,1           |
| Résidences secondaires et logements occasionnels (en %) | 61,1   | 24,6   | 9,7            |
| Logements vacants (en %)                                | 8,4    | 9,7    | 8,2            |

### Risques majeurs
Le territoire de la commune de Miglos est vulnérable à différents aléas naturels : inondations, climatiques (grand froid ou canicule), feux de forêts, mouvements de terrains, avalanche  et séisme (sismicité modérée). Il est également exposé à un risque particulier, le risque radon,.

#### Risques naturels

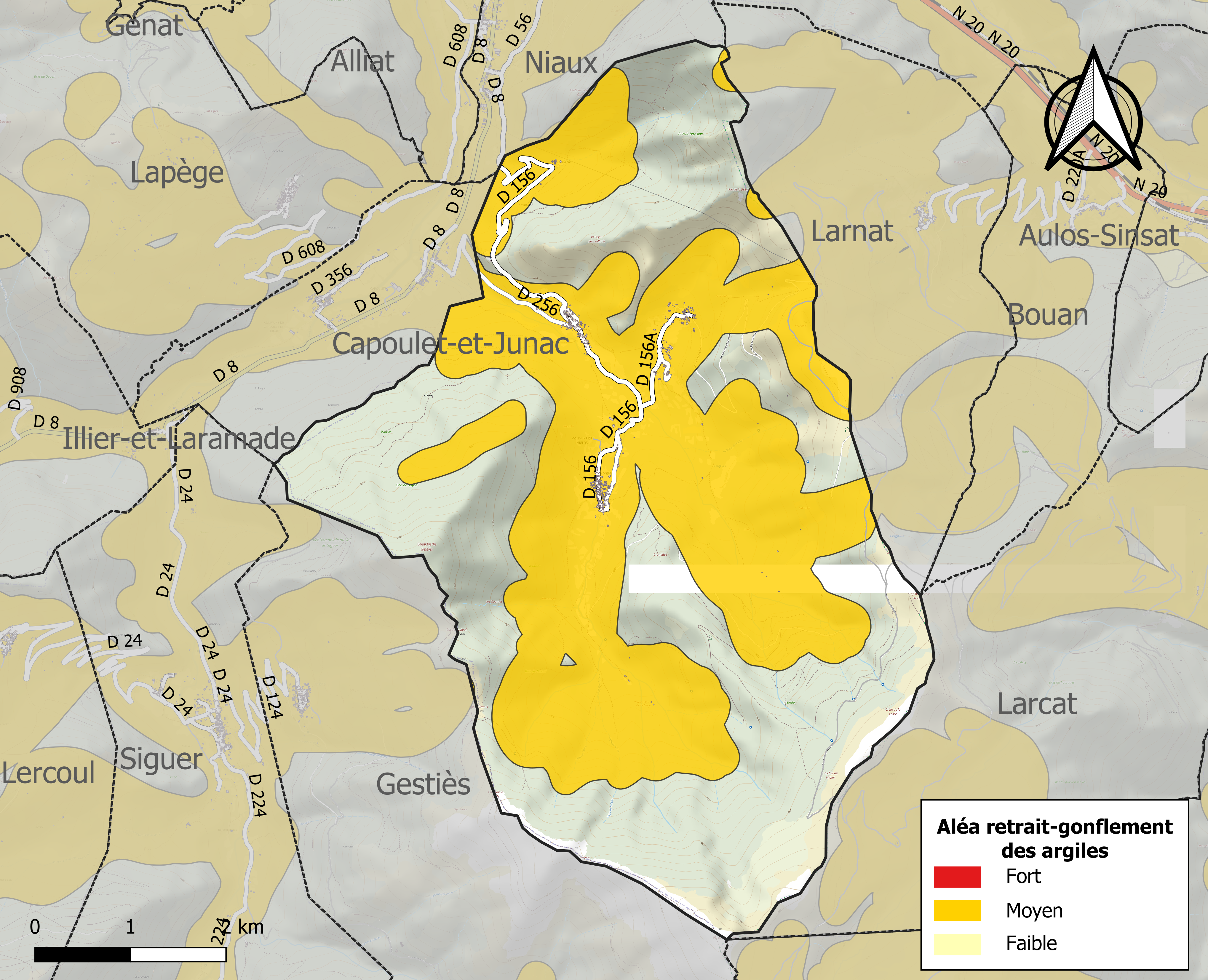
Zonage de l'aléa retrait-gonflement des argiles sur la commune de Miglos.

Certaines parties du territoire communal sont susceptibles d’être affectées par le risque d’inondation par crue torrentielle d'un cours d'eau, ou ruissellement d'un versant.
Les mouvements de terrains susceptibles de se produire sur la commune sont soit des chutes de blocs, soit des glissements de terrains, soit des effondrements liés à des cavités souterraines, soit des mouvements liés au retrait-gonflement des argiles. Près de 50 % de la superficie du département est concernée par l'aléa retrait-gonflement des argiles, dont la commune de Miglos. L'inventaire national des cavités souterraines permet par ailleurs de localiser celles situées sur la commune.

#### Risque particulier
Dans plusieurs parties du territoire national, le radon, accumulé dans certains logements ou autres locaux, peut constituer une source significative d’exposition de la population aux rayonnements ionisants. Toutes les communes du département sont concernées par le risque radon à un niveau plus ou moins élevé. Selon la classification de 2018, la commune de Miglos est classée en zone 3, à savoir zone à potentiel radon significatif.

## Toponymie
Le nom dériverait de Mercure, signalant peut-être un temple, selon l'étymologiste pyrénéen Robert Aymard

## Histoire

### Armoiries famille "De Miglos"

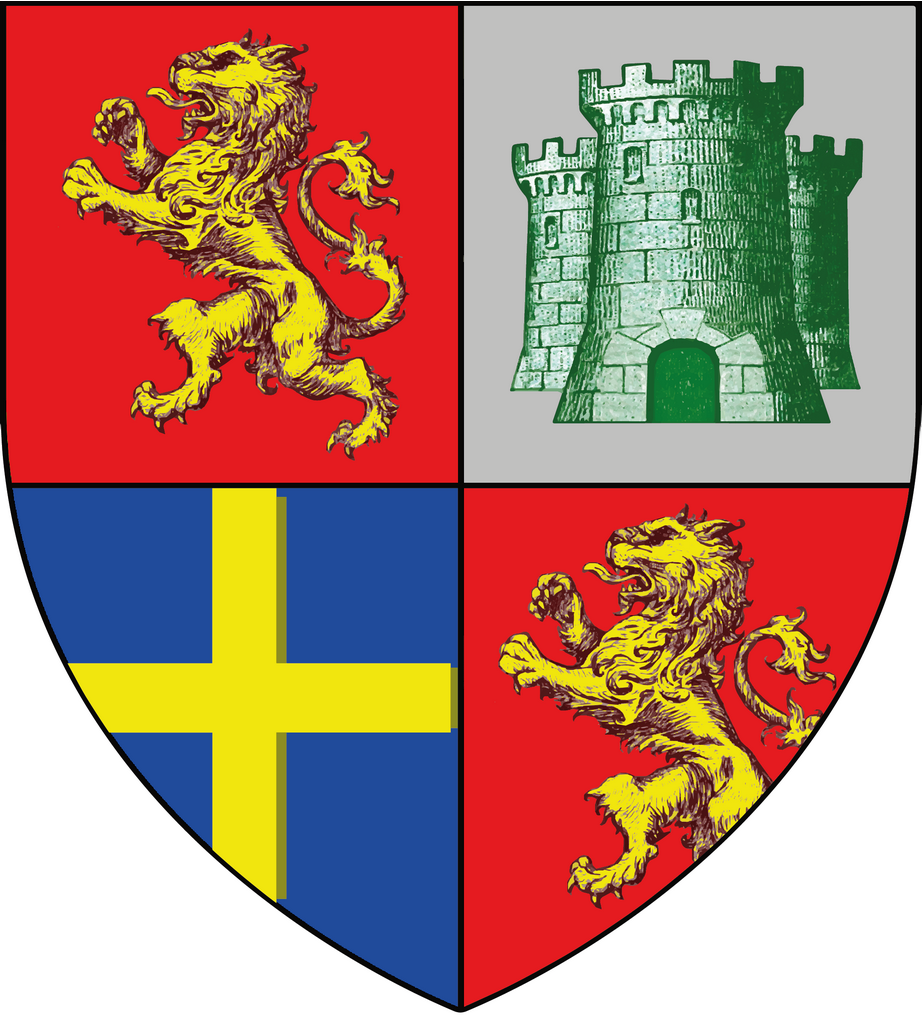
Armoiries famille "de Miglos".

« Écartelé, au premier et quatrième, de gueules au lion d’or, au deuxième d’argent au château de trois tours de sinople maçonné de sable, au troisième d’azur à la croix d’or ».

## Politique et administration

### Découpage territorial
La commune de Miglos est membre de la communauté de communes du Pays de Tarascon, un établissement public de coopération intercommunale (EPCI) à fiscalité propre créé le 21 juillet 1994 dont le siège est à Tarascon-sur-Ariège. Ce dernier est par ailleurs membre d'autres groupements intercommunaux.
Sur le plan administratif, elle est rattachée à l'arrondissement de Foix, au département de l'Ariège, en tant que circonscription administrative de l'État, et à la région Occitanie.
Sur le plan électoral, elle dépend du canton du Sabarthès pour l'élection des conseillers départementaux, depuis le redécoupage cantonal de 2014 entré en vigueur en 2015, et de la première circonscription de l'Ariège  pour les élections législatives, depuis le redécoupage électoral de 1986.

### Liste des maires
Source
Source

## Économie

### Emploi
| Division       | 2008   | 2013   | 2018   |
| -------------- | ------ | ------ | ------ |
| Commune        | 14,1 % | 10,2 % | 20,9 % |
| Département    | 8,9 %  | 11,1 % | 11,2 % |
| France entière | 8,3 %  | 10 %   | 10 %   |

En 2018, la population âgée de 15 à 64 ans s'élève à 66 personnes, parmi lesquelles on compte 79,1 % d'actifs (58,2 % ayant un emploi et 20,9 % de chômeurs) et 20,9 % d'inactifs,. Depuis 2008, le taux de chômage communal (au sens du recensement) des 15-64 ans est supérieur à celui de la France et du département.
La commune est hors attraction des villes,. Elle compte 19 emplois en 2018, contre 15 en 2013 et 17 en 2008. Le nombre d'actifs ayant un emploi résidant dans la commune est de 38, soit un indicateur de concentration d'emploi de 48,6 % et un taux d'activité parmi les 15 ans ou plus de 55,2 %.
Sur ces 38 actifs de 15 ans ou plus ayant un emploi, 18 travaillent dans la commune, soit 46 % des habitants. Pour se rendre au travail, 79,5 % des habitants utilisent un véhicule personnel ou de fonction à quatre roues, 2,6 % les transports en commun, 15,4 % s'y rendent en deux-roues, à vélo ou à pied et 2,6 % n'ont pas besoin de transport (travail au domicile).

### Activités hors agriculture
10 établissements sont implantés  à Miglos au 31 décembre 2019.
Le secteur des autres activités de services est prépondérant sur la commune puisqu'il représente 40 % du nombre total d'établissements de la commune (4 sur les 10 entreprises implantées  à Miglos), contre 8,8 % au niveau départemental.

### Agriculture
|                                   | 1988 | 2000 | 2010 |
| --------------------------------- | ---- | ---- | ---- |
| Exploitations                     | 9    | 7    | 5    |
| Superficie agricole utilisée (ha) | 331  | 240  | 207  |

La commune fait partie de la petite région agricole dénommée « Région pyrénéenne ». En 2010, l'orientation technico-économique de l'agriculture  sur la commune est l'élevage d'herbivores hors bovins, caprins et porcins. Cinq exploitations agricoles ayant leur siège dans la commune sont dénombrées lors du recensement agricole de 2010 (neuf en 1988). La superficie agricole utilisée est de 207 ha.

## Vie pratique

### Activités sportives
- A proximité, football avec le club Luzenac Ariège Pyrénées

## Culture locale et patrimoine

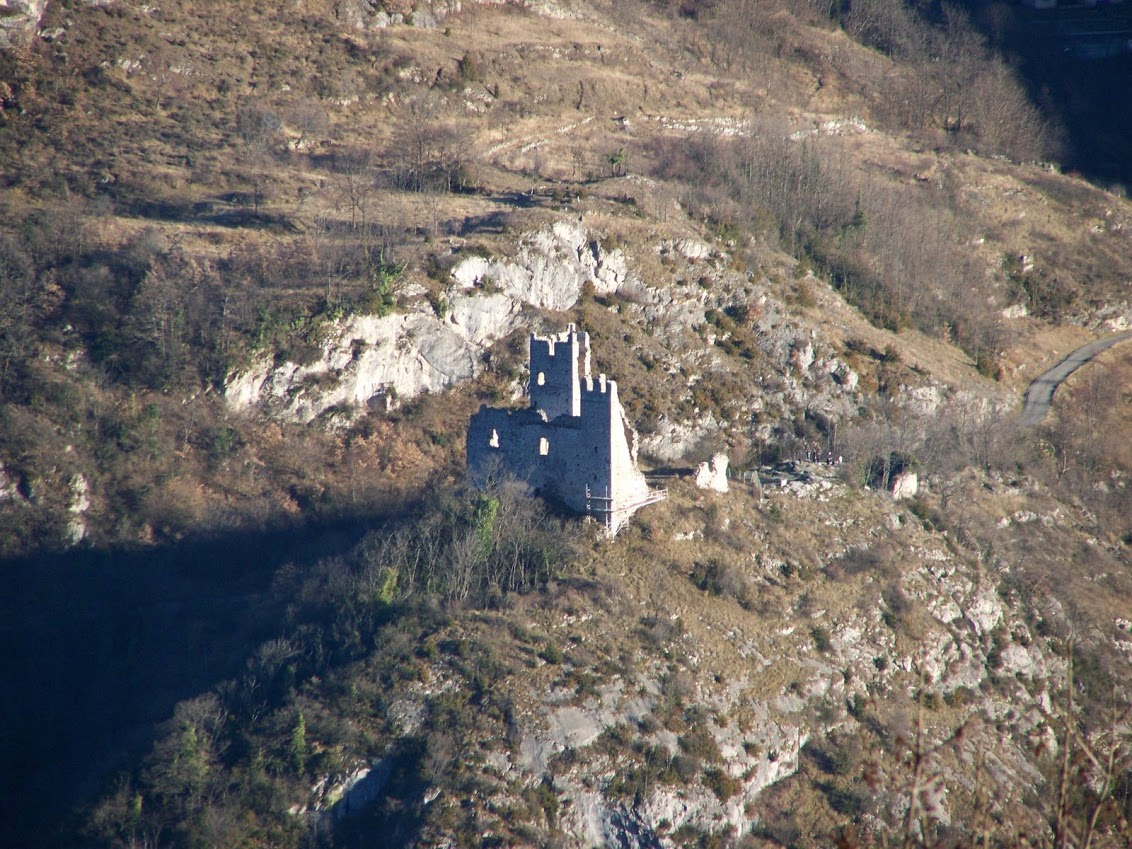
Le Château de Miglos (vue depuis Lapège).

### Lieux et monuments
- Château de Miglos : vestiges d'un château fort construit sur un piton rocheux à 779 m d'altitude. Édifié vers le début du XIIIe siècle, il fut grandement endommagé lors de la Révolution. En 1830, Jean-Louis Hycinthe de Vendômois, héritier du lieu, vit sa demeure pillée lors de la "guerre des Demoiselles" (1829-1832) opposant les paysans de l'Ariège à Charles X. Le château est actuellement en cours de restauration.
- Église romane Saint-Hilaire d'Arquizat, datant du XIe siècle inscrite à l'inventaire des monuments historiques en 1973.
- Église Saint-Hilaire de Norgeat.

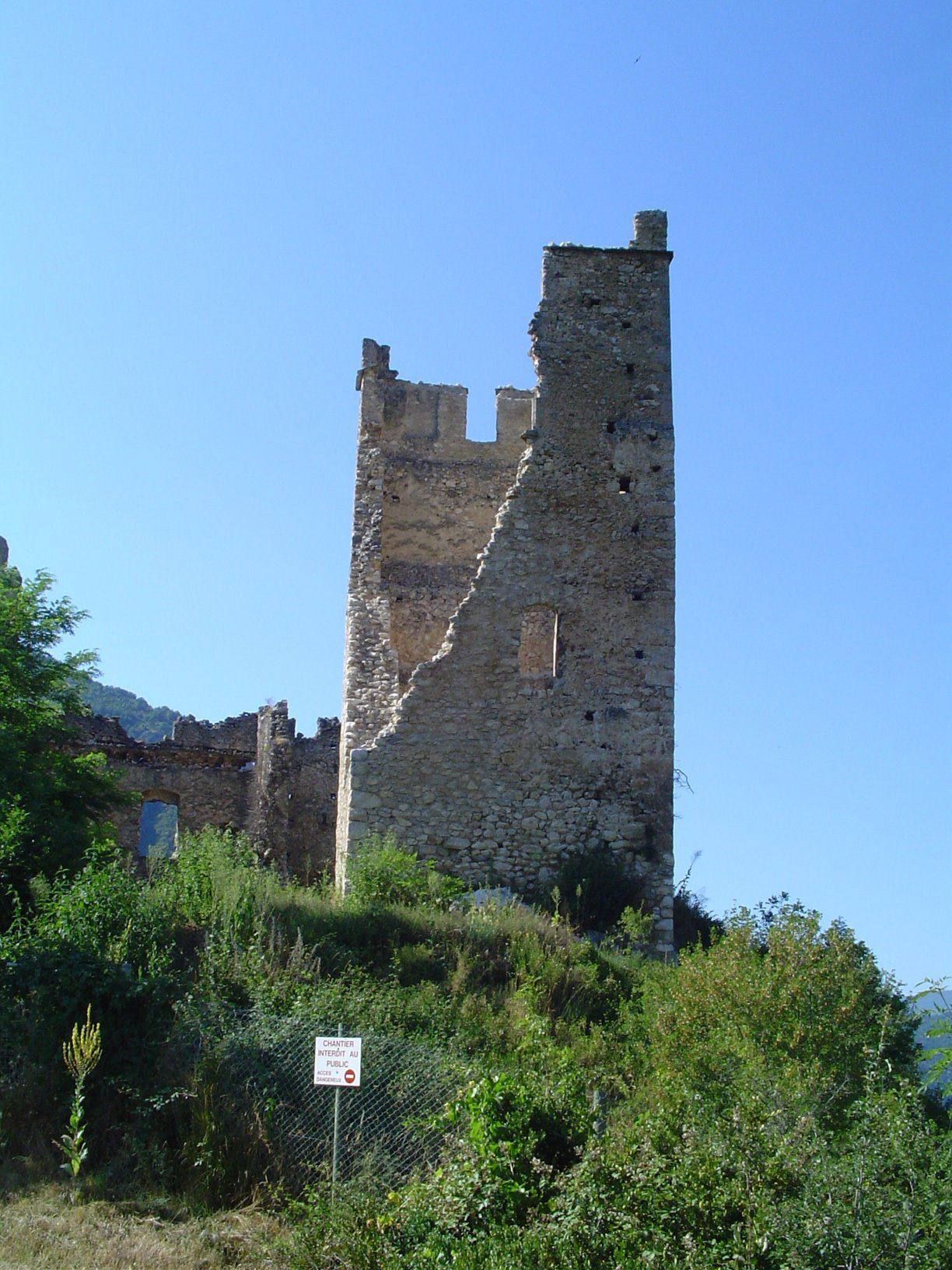
Château de Miglos.
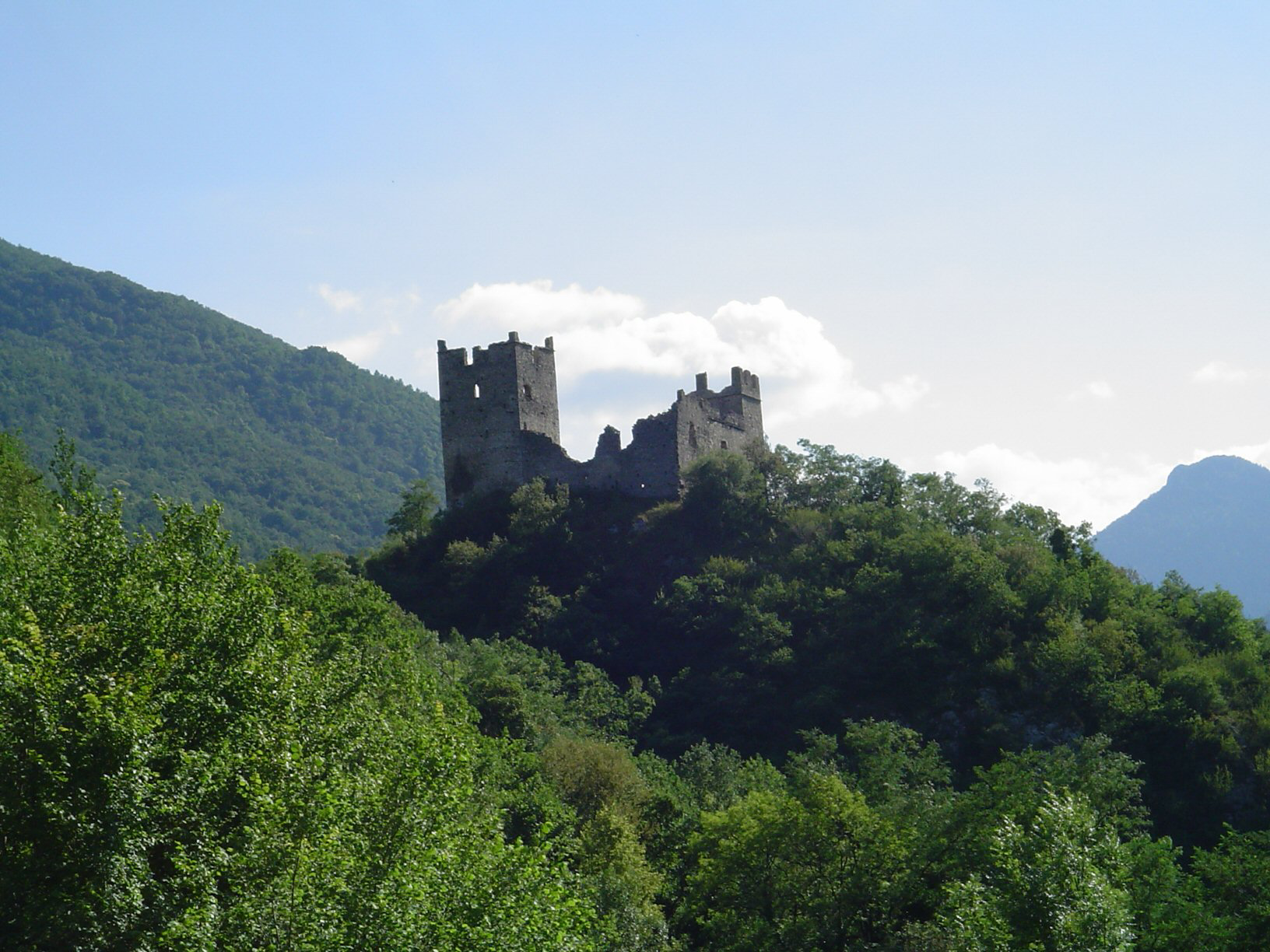
Château de Miglos.
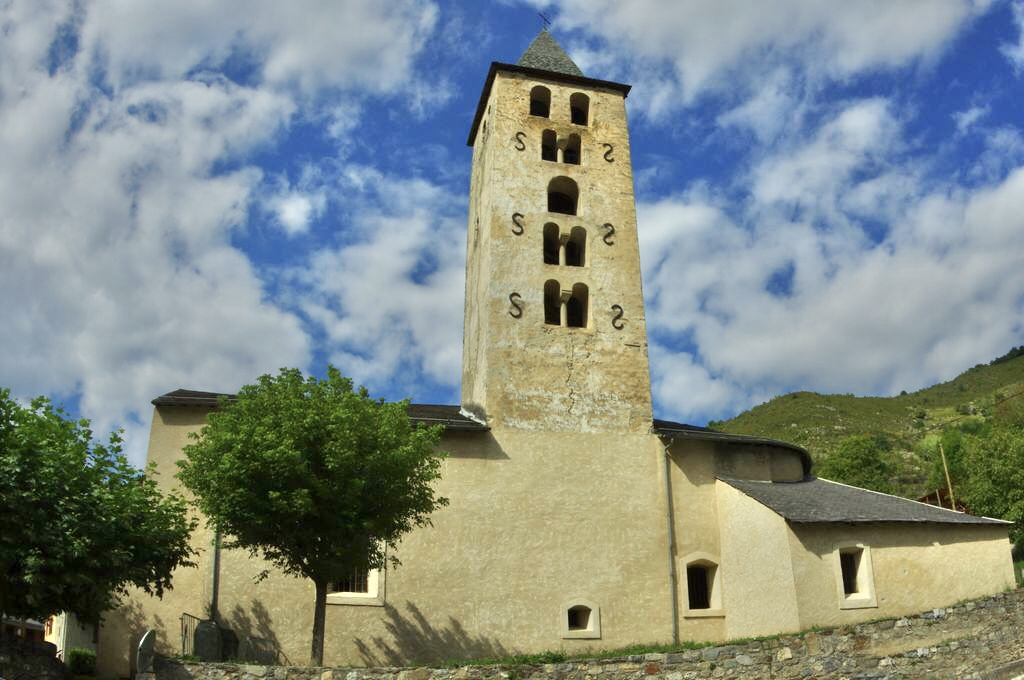
Église Saint-Hilaire d'Arquizat en septembre 2015.
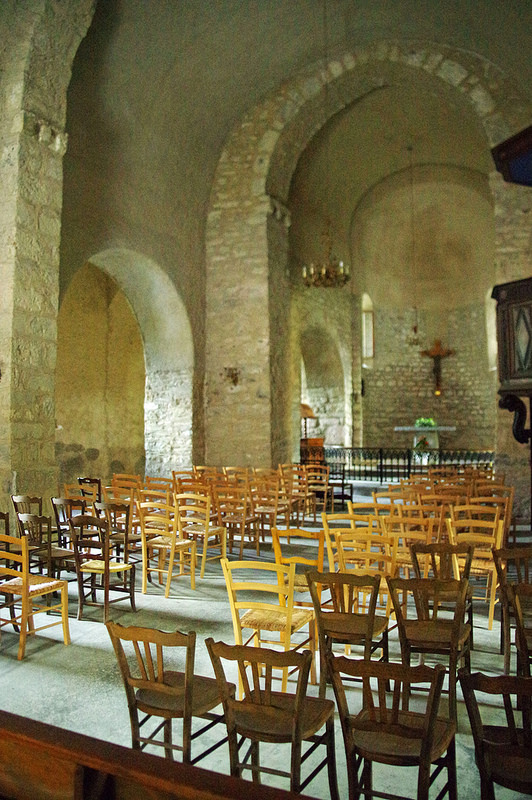
A l'intérieur de l'église.
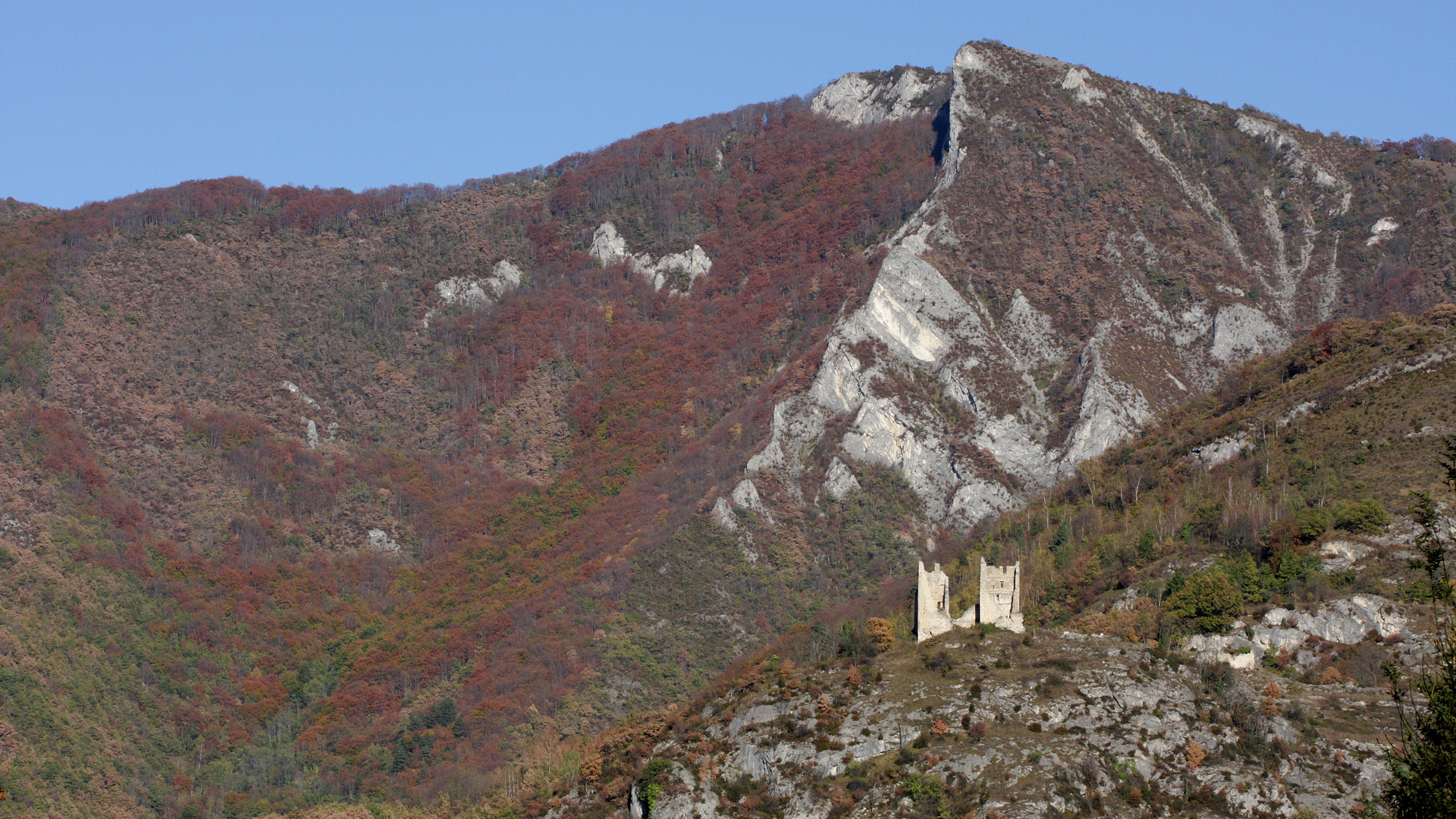
Au loin le Pic de la Balme.
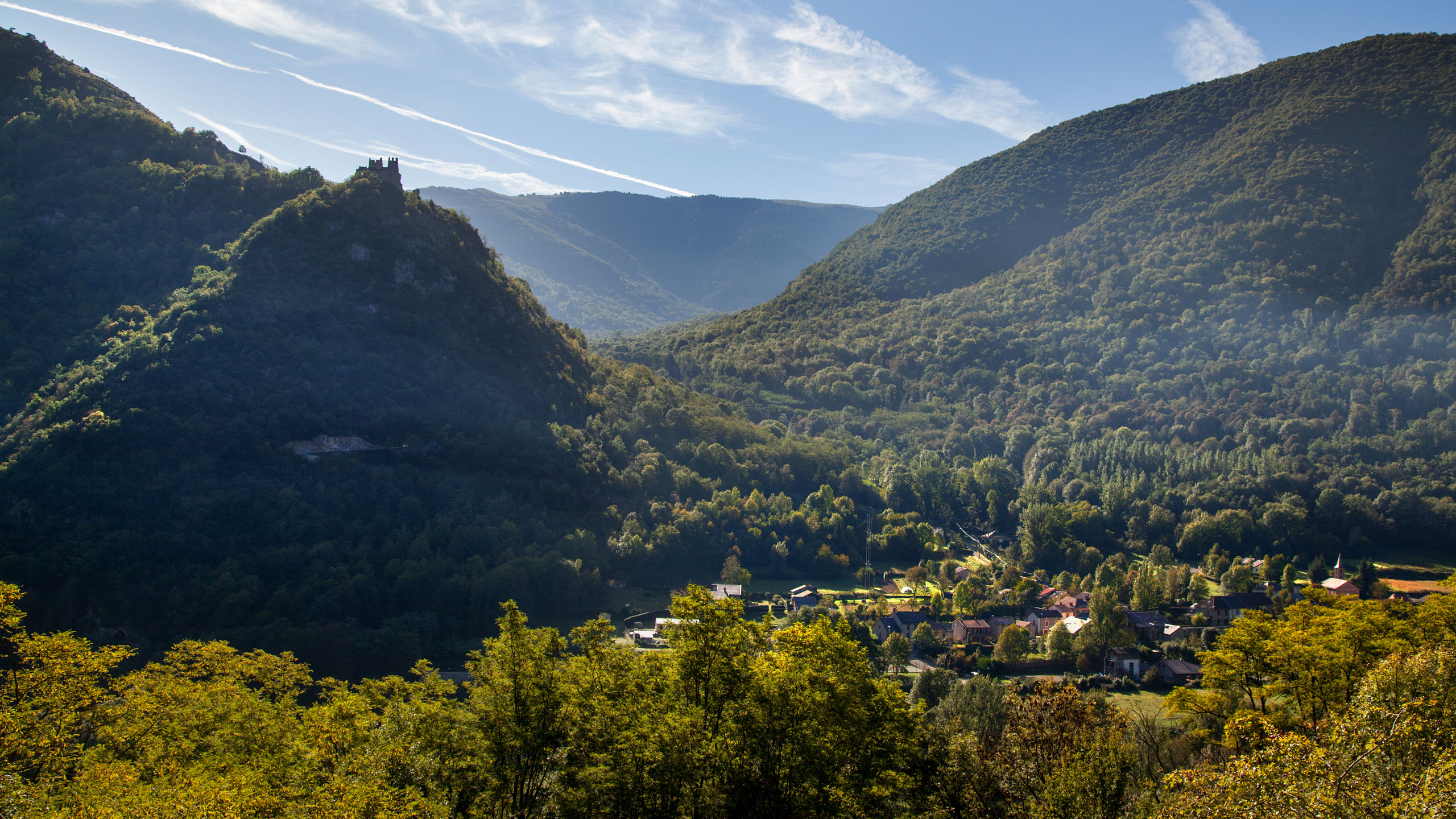
Le village de Capoulet au pied du château.
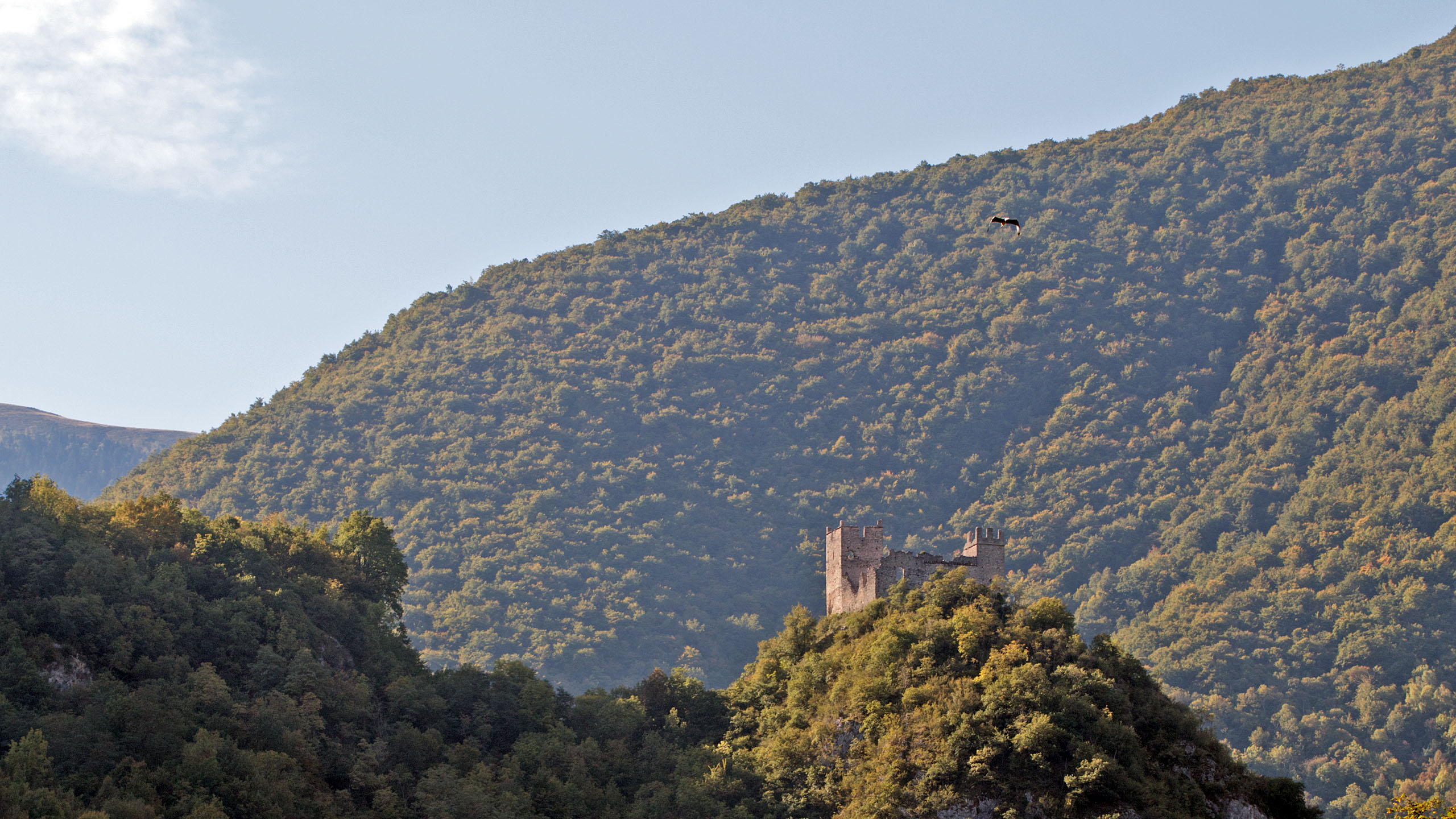
Un vautour survole la vallée.
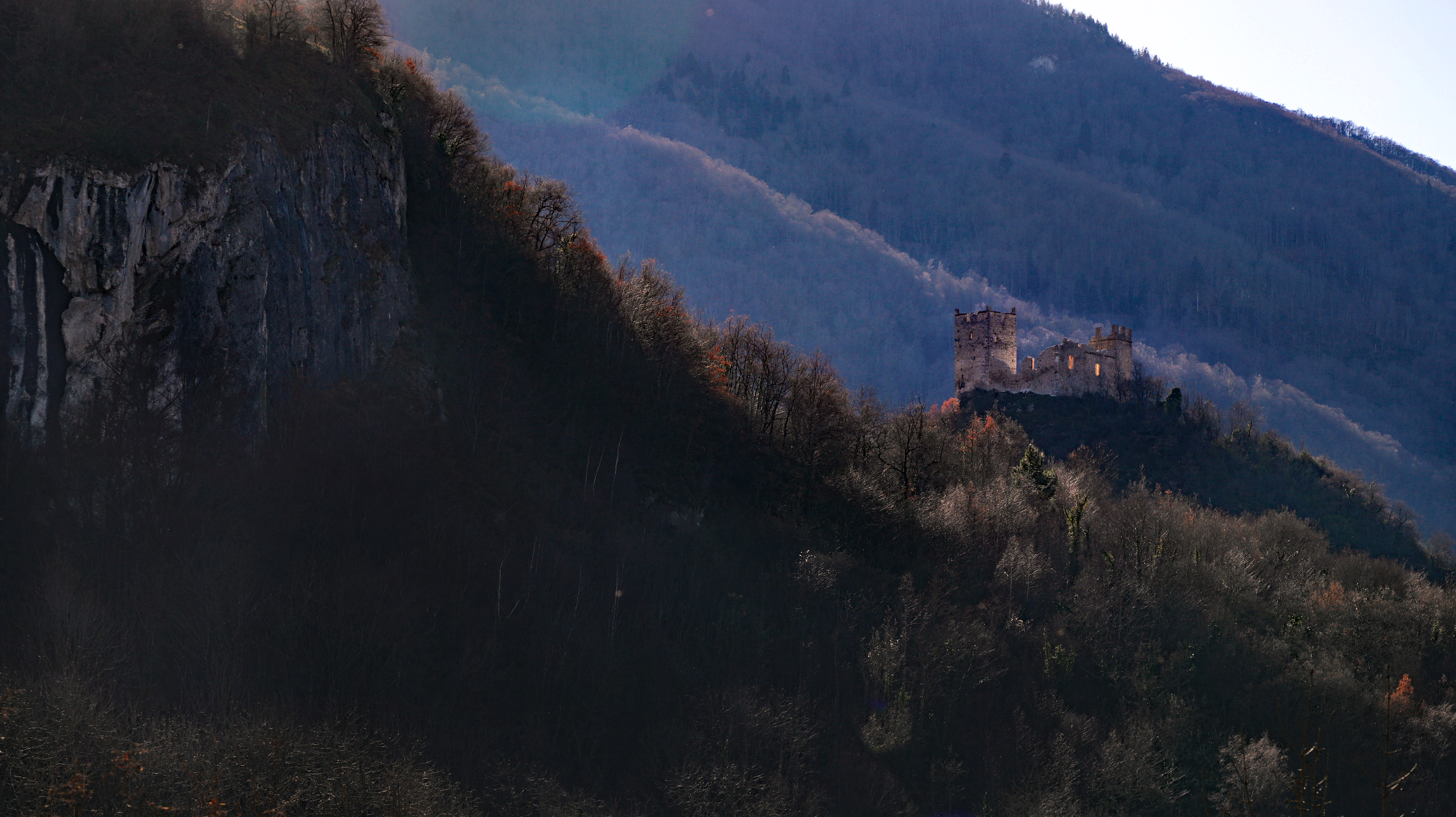
Belle lumière d'automne.

## Personnalités liées à la commune
- Famille de Miglos, En 1311, la famille de Miglos est dépossédée de sa seigneurie et de son château, au profit de celle d’Usson; conservant cependant quelques biens sur leur ancien fief, puis deviennent seigneurs de Junac, Luzenac et Château-Verdun[50].
- Sabas Maury (1863-1924), curé de Miglos de 1890 à 1906, créateur d'Arièjo ô moun Païs, l'hymne ariégeois bien connu[51]
- Casimir Barrière-Flavy (1863-1927), auteur d'une étude historique sur la baronnie de Miglos.
- Serge Andolenko (1907-1973), général français d'origine russe décédé à Miglos ; il était également historien et a publié des ouvrages.
- Pierre-Gabriel Boulanger (1908-2004), général français décédé au village.
- Luc Boulanger (1968-), bienfaiteur de la vallée de Vicdessos[réf. nécessaire].

### Héraldique famille "de Miglos"
| Blason de Famille "de Miglos" | Blason  | Écartelé :au 1er et au 4e de gueules au lion d’or, aux 2d d’argent au château de trois tours sinople maçonné de sable, au 3e d’azur à la croix d’or. |
| Blason de Famille "de Miglos" | Détails | Le statut officiel du blason reste à déterminer. |

## Pour approfondir